# Ray Cooper
Ray Cooper (Watford, 19 settembre 1947) è un percussionista e polistrumentista britannico.

## Biografia
È noto per la sua intensa attività di percussionista e session man al fianco di artisti come Elton John, George Harrison, Sting, Eric Clapton e dei Pink Floyd.
La sua lunga carriera artistica ha inizio negli anni Sessanta, quando Ray registra con gli Who e collabora con la band America, con Carly Simon e con David Essex. Nel 1969 fa parte dei Blue Mink, gruppo prodotto da Gus Dudgeon. Suona inoltre le percussioni nelle prime produzioni di Elton John, in un album di Nicky Hopkins e nell'album dei Rolling Stones It's Only Rock 'n Roll del 1974.
In quell'anno diventa ufficialmente membro della Elton John Band e contribuisce attivamente al classico sound dei lavori della rockstar, suonando per esempio in Caribou (1974) e in Captain Fantastic and the Brown Dirt Cowboy (1975).
Sul finire degli anni Settanta collabora con gli Wings, Simon Ferry e Art Garfunkel.
A portarlo alla ribalta è, dopo alcuni concerti del 1977, l'A Single Man Tour del 1979 con le famose date in Russia, dovuto alla pubblicazione dell'omonimo album eltoniano l'anno precedente. In queste esibizioni, le prime di un artista occidentale nel Paese sovietico, Elton è solo al pianoforte, privo del look variopinto e sgargiante esibito anni prima, ed esegue pezzi come Your Song e Daniel; all'inizio della seconda parte dello show lo raggiunge sul palco il funambolico Ray, che scatena alle percussioni il suo eclettismo e la sua maestria in maniera decisamente espressiva. Vengono esibiti brani come Funeral for a Friend/Tonight, Part-Time Love, Bennie & The Jets, Better Off Dead, I Think I'm Going to Kill Myself e Saturday Night's Alright for Fighting/Pinball Wizard, che mandano in delirio il pubblico russo e facendo guadagnare molto a Cooper in termini di popolarità. In quel tour si verificano anche imponenti scene di isteria collettiva: lo stesso Elton John ammetterà di non aver mai avuto un successo di tali proporzioni.
Negli anni Ottanta, Ray suona ancora con i The Rolling Stones; nel 1983 partecipa ad un tour finalizzato alla raccolta di fondi per beneficenza con Ronnie Lane, Eric Clapton, Jimmy Page, Jeff Beck, Billy Wyman e Charlie Watts. Nel 1985, appare nell'album di Mick Jagger She's The Boss e collabora con Billy Wyman; nel 1986 partecipa allo storico tour eltoniano in Australia con la Melbourne Symphony Orchestra.
Nel 1982 suona nel disco Il tuffatore di Flavio Giurato.
Negli anni Novanta torna di nuovo ad esibirsi con Elton nei suoi tour solo piano e percussioni, riproponendo vecchi pezzi di John come Indian Sunset; nel 1992 suona le percussioni nell'album live di Eric Clapton Unplugged, mentre nel 1997 è presente al concerto Music For Montserrat. Nello stesso anno collabora ancora con Billy Wyman.
Nel 2002 suona al concerto tenutosi in onore di George Harrison; nel 2007 fa altrettanto al concerto per Jim Capaldi.
In quell'anno lavora inoltre all'album Pictures di Katie Melua.
Nel 2009 torna ad esibirsi live di nuovo insieme ad Elton John in un minitour europeo per piano e percussioni comprendente poche date in Francia, Italia e Regno Unito: i concerti (che costituiscono uno dei punti più alti dell'attività live di Elton) si rivelano un grande successo artistico, in quanto vengono resuscitate alla perfezione vecchie glorie (come Indian Sunset, Levon, Better Off Dead, I Think I'm Going to Kill Myself e Crazy Water) e rispolverati brani più recenti come Original Sin, Blues Never Fade Away, American Triangle, Weight of the World, Ballad of the Boy in the Red Shoes e The Emperor's New Clothes (mai eseguita live in precedenza); da menzionare anche la chiusura con Saturday Night's Alright for Fighting e l'insolita accoppiata Carla Etude/Blessed. Nel 2010 e nel 2011 vengono quindi annunciate nuove date internazionali per questo particolare tipo di evento.
Ray Cooper, inoltre, si è interessato al mondo del cinema, soprattutto negli anni Novanta, con la Handmade Films di George Harrison.